# ماتياس أليخاندرو كيروغا
ماتياس أليخاندرو كيروغا (بالإسبانية: Matías Alejandro Quiroga)‏ (9 مايو 1986 في الأرجنتين - ) هو لاعب كرة قدم أرجنتيني في مركز الهجوم. لعب مع أتلتيكو باتروناتو وأوداكس إيتاليانو وجيمناسيا لابلاتا وخميناسيا خوخوي ويونيون دي سانتا في وJuventud Unida Universitario ‏.

## وصلات خارجية
- ماتياس أليخاندرو كيروغا على موقع قاعدة بيانات كرة القدم.إي يو (الإنجليزية)
- ماتياس أليخاندرو كيروغا على موقع Soccerway.com (الإنجليزية)
- ماتياس أليخاندرو كيروغا على موقع عالم كرة القدم.نت (الإنجليزية)